# Beach Soccer Intercontinental Cup 2017
La Beach Soccer Intercontinental Cup 2017 è stata la settima edizione del torneo, Beach Soccer Intercontinental Cup. Si è svolto presso la spiaggia di Jumeirah a Dubai, negli Emirati Arabi Uniti dal 31 ottobre al 4 novembre 2017. Otto squadre hanno partecipato alla competizione.

## Squadre partecipanti
Otto squadre hanno preso parte, tra cui i padroni di casa, i vincitori della Coppa del Mondo in corso e una delle nazioni con le migliori prestazioni da ciascuno dei sei campionati regionali organizzati dalle confederazioni della FIFA. Tuttavia, l'OFC non ha partecipato quest'anno, quindi la UEFA ha avuto due squadre.
In veste di campioni continentali in carica, il Senegal è stato inizialmente invitato a giocare come rappresentante africano ma non è stato in grado di competere a causa di problemi finanziari.
Nel complesso, Europa, Asia e Sud America erano rappresentate da due nazioni, Africa e Nord America, una nazione e l'Oceania, nessuna.
| Squadra             | Confederazione | Risultati                                         | Partecipazione |
| ------------------- | -------------- | ------------------------------------------------- | -------------- |
| Emirati Arabi Uniti | AFC            | Ospitante                                         | 7ª             |
| Portogallo          | UEFA           | Seconda Euro Beach Soccer League 2017             | 3ª             |
| Russia              | UEFA           | Campione Euro Beach Soccer League 2017            | 7ª             |
| Messico             | CONCACAF       | secondo CONCACAF Beach Soccer Championship 2017   | 4ª             |
| Brasile             | CONMEBOL       | Campione Campionato mondiale di beach soccer 2017 | 6ª             |
| Iran                | AFC            | Campione AFC Beach Soccer Championship 2017       | 5ª             |
| Egitto              | CAF            | Terzo Africa Beach Soccer Cup of Nations 2016     | 3ª             |
| Paraguay            | CONMEBOL       | Secondo CONMEBOL Beach Soccer Championship 2017   | 1ª             |

## Fase a gironi

### Gruppo A
| Team                | G | V | V+ | Vp | P | GF | GS | +/- | P |
| ------------------- | - | - | -- | -- | - | -- | -- | --- | - |
| Brasile             | 3 | 3 | 0  | 0  | 0 | 30 | 8  | +22 | 9 |
| Portogallo          | 3 | 1 | 0  | 1  | 1 | 13 | 14 | -1  | 4 |
| Egitto              | 3 | 1 | 0  | 0  | 2 | 13 | 20 | –7  | 3 |
| Emirati Arabi Uniti | 3 | 0 | 0  | 0  | 3 | 11 | 25 | –14 | 0 |

| Squadra 1  | Risultato     | Squadra 2           |
| ---------- | ------------- | ------------------- |
| Brasile    | 11-3          | Egitto              |
| Portogallo | 6-4           | Emirati Arabi Uniti |
| Egitto     | 4-3           | Emirati Arabi Uniti |
| Brasile    | 4-1           | Portogallo          |
| Portogallo | 6-6 (3-1 dcr) | Egitto              |
| Brasile    | 15-4          | Emirati Arabi Uniti |

### Gruppo B
| Team     | G | V | V+ | Vp | P | GF | GS | +/- | P |
| -------- | - | - | -- | -- | - | -- | -- | --- | - |
| Russia   | 3 | 2 | 1  | 0  | 0 | 12 | 6  | +6  | 8 |
| Iran     | 3 | 2 | 0  | 0  | 1 | 12 | 7  | +5  | 6 |
| Paraguay | 3 | 1 | 0  | 0  | 2 | 8  | 11 | –3  | 3 |
| Messico  | 3 | 0 | 0  | 0  | 3 | 7  | 15 | –8  | 0 |

| Squadra 1 | Risultato | Squadra 2 |
| --------- | --------- | --------- |
| Iran      | 5-2       | Paraguay  |
| Russia    | 6-2       | Messico   |
| Iran      | 4-1       | Messico   |
| Russia    | 2-1       | Paraguay  |
| Paraguay  | 5-4       | Messico   |
| Russia    | 4-3 dts   | Iran      |

## Piazzamenti

### Semifinali 5º-8º posto
| Squadra 1           | Risultato | Squadra 2 |
| ------------------- | --------- | --------- |
| Emirati Arabi Uniti | 4-1       | Paraguay  |
| Egitto              | 6-5 dts   | Messico   |

### Finale 7º-8º posto
| Squadra 1 | Risultato | Squadra 2 |
| --------- | --------- | --------- |
| Paraguay  | 3-0       | Messico   |

### Finale 5º-6º
| Squadra 1           | Risultato | Squadra 2 |
| ------------------- | --------- | --------- |
| Emirati Arabi Uniti | 2-1       | Egitto    |

## Finali

### Semifinali
| Squadra 1  | Risultato | Squadra 2 |
| ---------- | --------- | --------- |
| Portogallo | 3-2       | Russia    |
| Brasile    | 6-4       | Iran      |

### Finale 3º-4º posto
| Squadra 1 | Risultato | Squadra 2 |
| --------- | --------- | --------- |
| Iran      | 4-2       | Russia    |

### Finale
| Squadra 1 | Risultato | Squadra 2  |
| --------- | --------- | ---------- |
| Brasile   | 2-0       | Portogallo |

## Classifica Finale
| Pos | Team                |
| --- | ------------------- |
| 1   | Brasile             |
| 2   | Portogallo          |
| 3   | Iran                |
| 4   | Russia              |
| 5   | Emirati Arabi Uniti |
| 6   | Egitto              |
| 7   | Paraguay            |
| 8   | Messico             |